# Мазер, Карл Петер
Карл Петер Мазер (швед. Carl Peter Mazer; 1807—1884) — шведский художник и фотограф (дагерротипист).

## Биография
Родился в 1807 году в Стокгольме. Сводный брат Юхана Мазера.
В молодом возрасте увлёкся живописью, обучался в Академии изящных искусств в Стокгольме у Густава Эрика Хасселгрена.
В 1825 году вместе с отцом уехал в Париж, где учился у Антуана Гро в его студии; стал помощником учителя и получил право накладывать краски на его картинах на исторические темы.
Во время революции 1830 года Карл Мазер был на баррикадах. В 1833 году он отправился в Италию и вернулся в Швецию в 1835 году. Участвовал в выставке Королевской академии в 1836 году, представив 25 портретов маслом.
В 1837 году художник находился в Финляндии. В 1838 году из Гельсингфорса (ныне Хельсинки) приехал в Петербург. В общей сложности провёл в России 15 лет; жил в Ярославле, Москве, путешествовал по Волге с бурлаками от Нижнего Новгорода до Астрахани, делая зарисовки быта и природы.

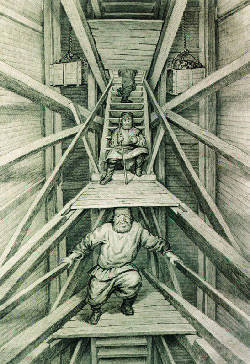
К. П. Мазер. «Промывка золота
в Восточной Сибири» (1849—1850)

С 1848 года странствовал по Сибири, куда его привело желание создать серию портретов русских революционеров, находящихся на поселении. В 1850 году в Тобольске Мазер начал писать групповой портрет жены и детей декабриста А. М. Муравьева, но местные полицейские власти запретили ему эту работу и в конечном итоге выслали художника из города. Среди других сибирских мест побывал в Иркутской губернии: в Иркутске, Селенгинске, Кяхте.
В начале 1851 года Мазер открыл дагерротипное заведение в Москве, в Газетном переулке (ныне Камергерский переулок), в доме Ланской, где и проработал до конца года. В 1852 году Карл Петер исполнял как дагерротипные, так и фотографические портреты, а также принимал заказы на копии с масляных картин, дагерротипных и акварельных портретов и с гравюр.
После возвращения в Стокгольм, в 1854 году, Карл Мазер переключился на фотографическое искусство, создав в 1864 году руководство по фотографии.
В 1876 году он отправился в Париж, затем в 1878 году в Неаполе.
Умер в Неаполе в 1884 году.

## Труды
- Попав в литературные круги столицы, Мазер исполнил множество портретов: К. П. Брюллова, М. И. Глинки, Н. В. Гоголя, Н. И. Греча, И. А. Крылова, П. В. Нащокина, А. Н. Оленина, П. П. Свиньина, Ф. П. Толстого. Среди наиболее известных работ Мазера — посмертный портрет А. С. Пушкина (1839, Государственный Литературный музей), написанный по заказу Павла Нащокина, и портрет Натальи Гончаровой.
- Работы Мазера находятся в Государственном Историческом музее, Государственном Литературном музее, Эрмитаже, Институте русской литературы РАН в Петербурге, в собрании Ивановского областного художественного музея имеется его картина «Китайцы в опиумокурильне» (1849).
- Неизданные воспоминания К. П. Мазера, его автобиография и другие рукописи, а также альбом «Зарисовки из России и Китая», карандашные портреты декабристов хранятся в Национальном музее Стокгольма[5].

### Галерея работ
| - Портрет шведского писателя К. Ю. Л. Альмквиста. Около 1835 - Портрет финского поэта Й. Л. Рунеберга (литография Ф. Ливендаля с оригинала К. П. Мазера). 1837 - Портрет немецкого астронома Ф. В. А. Аргеландера. 1837 - Посмертный портрет А. С. Пушкина. 1839 - Портрет Н. Н. Пушкиной. 1839 - Портрет Николая Гоголя. 1841. - Портрет Марии Волконской. 1848. ГМИИ им. А. С. Пушкина - Портрет Сергея Волконского. 1849. - Портрет Александра Поджио. 1849. - Портрет Петра Муханова. 1849. - Портрет декабриста Петра Борисова. 1850. - Китаец, курящий трубку. 1849. Государственный Русский музей - Китайские торговцы. 1848—1850. Национальный музей, Стокгольм. - Портрет тунгуса. 1850. Национальный музей, Стокгольм. - Портрет племянниц Сигрид и Анны Мазер. 1858. Национальный музей, Стокгольм. |